# 本山寺 (岡山県美咲町)

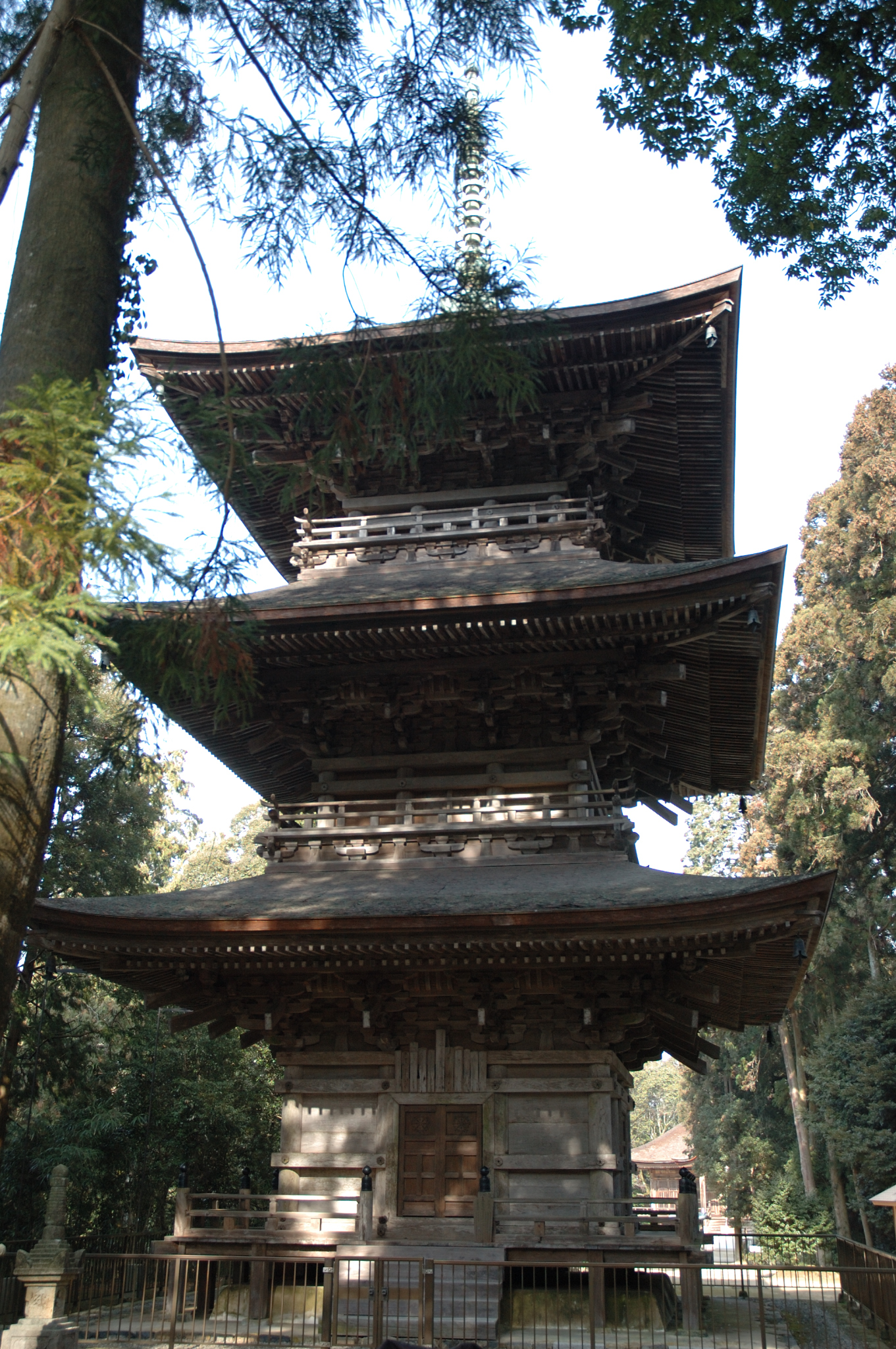
三重塔（重要文化財）

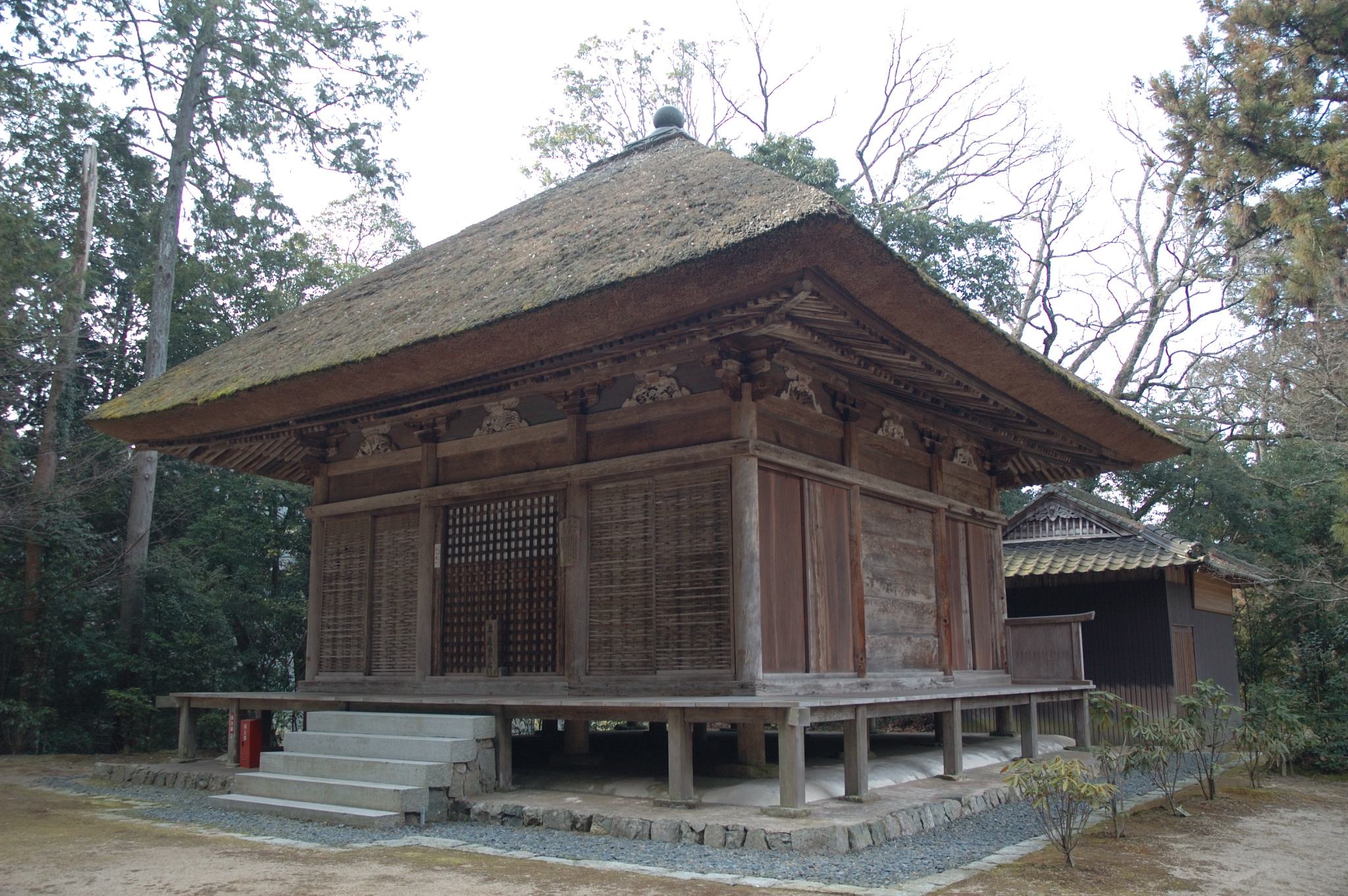
常行堂（県指定重要文化財）

本山寺（ほんざんじ）は岡山県久米郡美咲町にある天台宗の寺院。山号は岩間山（いわまさん）。本尊は観世音菩薩。

## 沿革
寺伝によれば大宝元年（701年）佐伯有頼（さえきありより・後の頼観上人）によって現在地より南方の山頂に創建され「新山寺」と名付けられた。創建より約50年後に、唐の高僧鑑真和上により現在の本山寺に改められたとされる。
平安時代の末期、天永元年（1110年）に現在の地に移され天台密教の山岳道場として、また、庶民信仰の霊地として栄えた。僧坊も120を数えたと言われている。長承元年（1132年）には法然の両親・漆間時国夫妻が安産祈願を行っている。
江戸時代になると津山藩の祈願所となり、藩主の森氏、松平氏に信仰された。境内には森氏の霊廟が建造されたが、のち松平氏の霊廟となり現在に至っている。

## 主要建造物
- 本堂：南北朝時代の正平5年/観応元年（1350年）創建、檜皮葺。国の重要文化財に指定されている。
- 三重塔：江戸時代初期の承応元年（1652年）津山藩主森忠政によって建造された。檜皮葺で三重塔としては岡山県下最大である。国の重要文化財。昭和62年（1987年）7月より平成元年（1989年）12月にかけて解体修理が行われた。
- 宝篋印塔：三重塔脇のものは寺内に現存する建造物としては最古のもの。建武2年（1335年）の建造で国の重要文化財に指定されている。また、霊廟前のものは応永6年（1399年）の建造で岡山県の重要文化財に指定されている
- 常行堂：永正16年（1519年）建造、檜皮葺。岡山県指定重要文化財。
- 霊廟：承応元年（1652年）建造。拝殿と本殿が中殿で連結された権現造りによる社殿様式となっている。建造時は森氏の霊廟であったが、藩主交代後は松平氏の霊廟となる。岡山県指定重要文化財。
- 仁王門：貞享3年（1686年）建造、檜皮葺。岡山県指定重要文化財。
- 長屋：幕末の弘化2年（1845年）建造。城郭のような石垣上にあり、門は石垣に囲まれた埋門（うずみもん）となっている。岡山県指定重要文化財。

## 文化財

### 重要文化財（国指定）
- 本堂：大正12年（1923年）3月28日指定
- 三重塔：昭和55年（1980年）12月18日指定
- 宝篋印塔：建武2年（1335年）造。昭和31年（1956年）6月28日指定

### 岡山県指定重要文化財
- 常行堂：昭和34年（1959年）3月27日指定
- 霊廟：昭和34年（1959年）3月27日指定
- 仁王門：昭和34年（1959年）3月27日指定
- 長屋：昭和34年（1959年）3月27日指定
- 宝篋印塔：応永6年（1399年）造。昭和34年（1959年）3月27日指定
- 六角形舎利塔：興国3年・康永3年（1344年）製作、平成4年（1992年）4月3日指定
- 木造鬼面：正平17年・貞治元年（1362年）製作、昭和48年（1973年）5月15日
- 絹本着色両界曼荼羅図 2幅：鎌倉時代末期製作、平成4年（1992年）4月3日指定
- 板絵観世音菩薩三十三身対応原図及び板絵不動·毘沙門図三十五枚（平成11年）3月16日指定

## アクセス
- 中国自動車道津山I.C.より南方へ約30分
- JR津山線弓削駅にて下車、車で約15分